# La Esperanza, Chapa de Mota
La Esperanza är en ort i Mexiko, tillhörande kommunen Chapa de Mota i delstaten Mexiko, i den centrala delen av landet. Orten hade 1 421 invånare vid folkräkningen 2010.